# Ski de fond aux Jeux olympiques de 1980
Navigation
Innsbruck 1976 Sarajevo 1984
Les épreuves de ski de fond aux Jeux olympiques d'hiver de 1980 se déroulent à Lake Placid aux États-Unis du 14 au 23 février 1980.

## Podiums
| Épreuves                      | Or                                                                                | Argent                                                                         | Bronze                                                                 |
| ----------------------------- | --------------------------------------------------------------------------------- | ------------------------------------------------------------------------------ | ---------------------------------------------------------------------- |
| 15 km classique H 17 février  | Thomas Wassberg (SWE)                                                             | Juha Mieto (FIN)                                                               | Ove Aunli (NOR)                                                        |
| 30 km classique H 14 février  | Nikolay Zimyatov (URS)                                                            | Aleksandr Savyalov (URS)                                                       | Ivan Lebanov (BUL)                                                     |
| 50 km classique H 23 février  | Nikolay Zimyatov (URS)                                                            | Juha Mieto (FIN)                                                               | Aleksandr Savyalov (URS)                                               |
| relais 4 × 10 km H 20 février | Union soviétique Vasily Rochev Nikolay Bazhukov Yevgeny Belyaev Nikolay Zimyatov  | Norvège Lars-Erik Eriksen Per Knut Aaland Ove Aunli Oddvar Brå                 | Finlande Harri Kirvesniemi Pertti Teurajärvi Matti Pitkänen Juha Mieto |
| 5 km classique F 15 février   | Raisa Smetanina (URS)                                                             | Hilkka Riihivuori (FIN)                                                        | Květa Jeriová (TCH)                                                    |
| 10 km classique F 18 février  | Barbara Petzold (GDR)                                                             | Hilkka Riihivuori (FIN)                                                        | Helena Takalo (FIN)                                                    |
| relais 4 × 5 km F 21 février  | Allemagne de l'Est Marlies Rostock Carola Anding Veronika Schmidt Barbara Petzold | Union soviétique Nina Fyodorova Nina Selyunina Galina Kulakova Raisa Smetanina | Norvège Brit Pettersen Anette Bøe Marit Myrmæl Berit Aunli             |

## Tableau des médailles
| Rang | Nation             | Or | Argent | Bronze | Total |
| ---- | ------------------ | -- | ------ | ------ | ----- |
| 1er  | Union soviétique   | 4  | 2      | 1      | 7     |
| 2e   | Allemagne de l'Est | 2  | 0      | 0      | 2     |
| 3e   | Suède              | 1  | 0      | 0      | 1     |
| 4e   | Finlande           | 0  | 4      | 2      | 6     |
| 5e   | Norvège            | 0  | 1      | 2      | 3     |
| 6e   | Bulgarie           | 0  | 0      | 1      | 1     |
| 6e   | Tchécoslovaquie    | 0  | 0      | 1      | 1     |